# هينريش شيرير
هينريتش شيرير هو مجدف سويسري، ولد في 19 يناير 1938 في برن في سويسرا.

## وصلات خارجية
- هينريش شيرير على موقع الاتحاد الدولي للتجديف (الإنجليزية)
- هينريش شيرير على موقع اللجنة الأولمبية الدولية (الإنجليزية)
- هينريش شيرير على موقع أوليمبيديا (الإنجليزية)